# Buranovskie Babușki
Buranovskie Babușki (Bunicile din Buranovo), în limba rusă : Бура́новские бабушки, în limba udmurtă: Брангуртысь песянайёс, sunt un grup folcloric din regiunea Udmurtia, satul Buranovo, Rusia care cântă în udmurtă. Acest grup este compus din 8 bunici, așa cum indică și numele grupului. Ele se numesc: Natalia Pugaciova (76 ani), Ekaterina Șkliaeva (74 ani), Valentina Piatcenko (74 ani), Galina Koneva (73 ani), Grania Baisarova (62 ani), Olga Tuktariova (43 ani), Alevtina Beghișeva (56 ani) și Zoia Dorodova (71 ani). Buranovskie Babușki au reprezentat Rusia la Concursul Muzical Eurovision 2012 din Baku, Azerbaidjan, obținând locul al doilea, cu 259 de puncte.

## Biografie
Grupul a fost înființat în 1968, dar a cântat pentru prima dată în public în 2008. Cu ocazia „Zilei limbii materne”, bunicile au înterpretat cântece populare din Udmurtia scrise de Boris Grebenșcikov și Viktor Țoi. De atunci, grupul a fost, în mai multe reprize, în atenția televiziunii și radioului.
Echipa a participat la concursul pentru desemnarea reprezentantului Rusiei la Concursul Muzical Eurovision în anul 2010, însă nu a câștigat.
În 2012 grupul a câștigat la selecția națională pentru Eurovision cu cântecul „Party for Everybody” și va reprezenta Rusia în luna mai la Baku, în Azerbaidjan. Conform regulilor competiției, numai 6 membre ale formației vor putea apărea pe scenă. După participarea la concurs , au adus acasă în Rusia locul 2 , învingătoare fiind Loreen cu melodia Euforia .

## Strângere de fonduri pentru refacerea unei biserici
În 2010 grupul a înființat un fond pentru reconstruirea Bisericii Sfintei Treimi din Buranovo, toate veniturile grupului fiind donate cu acest scop. Biserica Sfânta Treime a fost construită inițial din piatră în 1865, dar a fost închisă la 19 septembrie 1939 de către administrația sovietică și apoi demolată. Actuala biserică de lemn se află într-o stare proastă.